# Карл Фердинанд Ланґганс
Карл Фердинанд Ланґганс (нім. Carl Ferdinand Langhans, 14 січня 1781, Вроцлав — 22 листопада 1869, Берлін) — німецький архітектор, син архітектора Карла Готтарда Ланґганса. Навчався у батька в Берліні. По смерті батька переїхав у 1809 році до Вроцлава. 1817 року у Вроцлаві одружився із Юліаною Сайле, котра померла у 1828. 1857 року одружився із Генрієттою Вінкель (1833 р. н.). Дітей не мав. Творив у стилях класицизму і історизму.

## Роботи
- Вроцлавський оперний театр, 1839—1841.
- Колишній Костел Святої Урсули і одинадцяти тисяч мучениць у Вроцлаві, 1821—1823.
- Палац принца Вільгельма (майбутнього імператора) в Берліні на бульварі Унтер ден Лінден, 9.
- Синагога під Білим Лелекою у Вроцлаві, 1827—1829.
- Відбудова Берлінського оперного театру після пожежі 1843 року.
- «Новий театр» у Лейпцигу в 1864—1868 роках. Знищений союзницьким бомбардуванням 4 грудня 1943. Остаточно розібраний у 1950 році.
- Міський театр у Щецині, на колишній Кьоніґплац (нині Площа польського солдата). Збудований у 1846—1849 року, ушкоджений під час бомбардувань 1944 року, розібраний у 1954.
- За видозміненим проектом Ланґганса у 1856—1859 роках було збудовано Театр Вікторії у Берліні на вул. Мюнцштрасе, нинішній район Мітте. Розібраний після 1895 року.[3]
- Дім купецького товариства у Вроцлаві.
- Театр у Легниці в стилі неоренесансу, 1841—1842.[2]

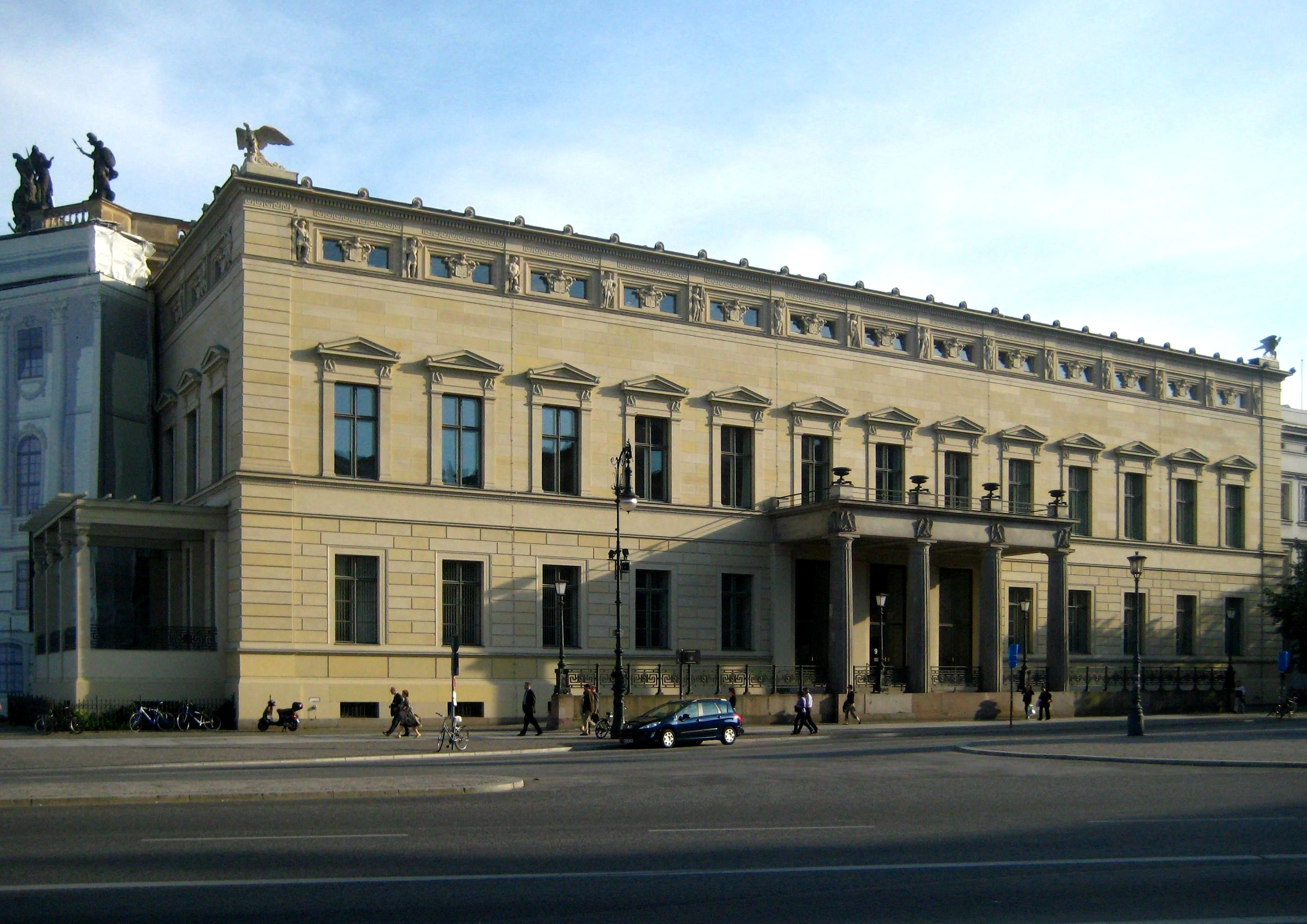
Палац принца Вільгельма в Берліні
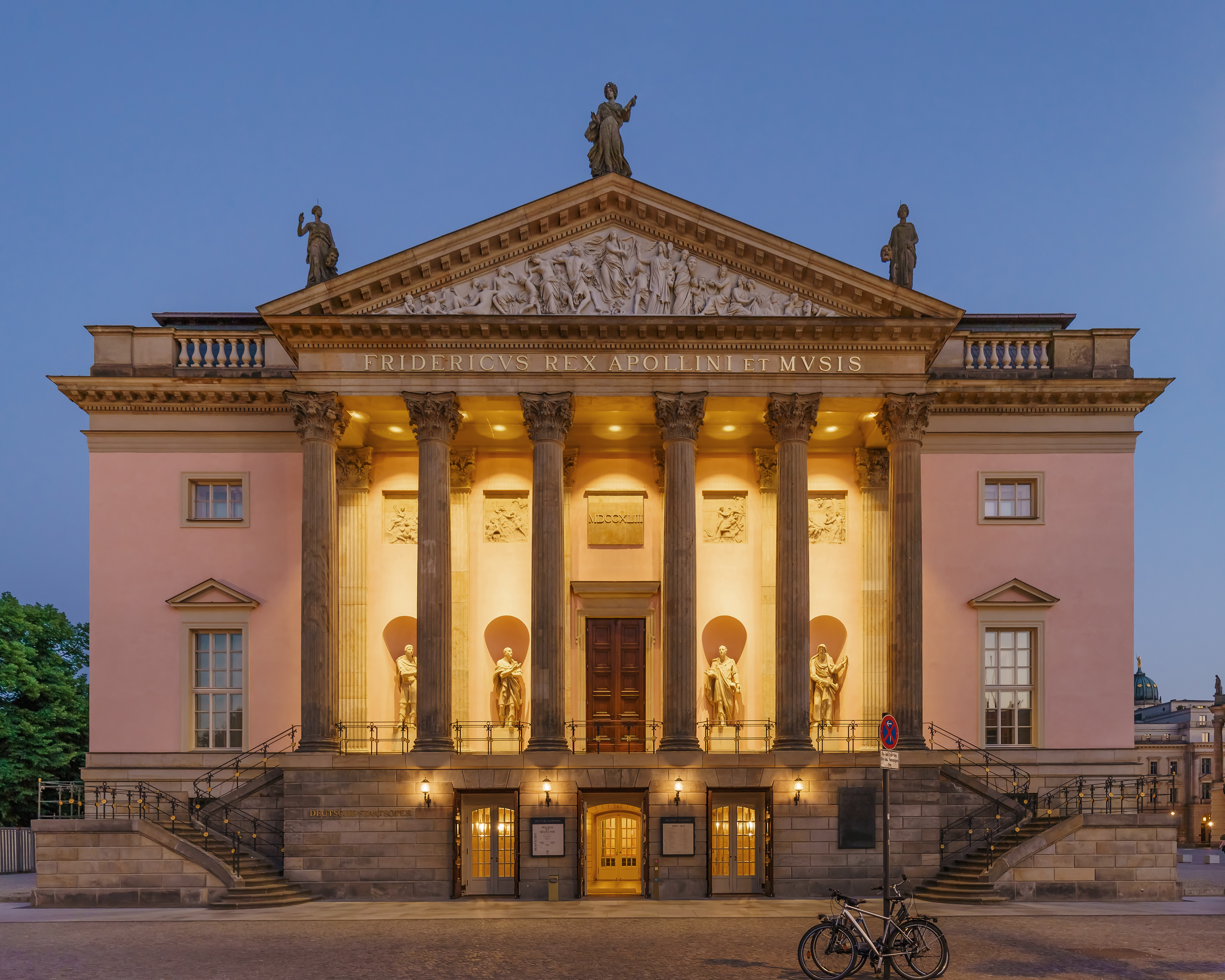
Берлінський оперний театр
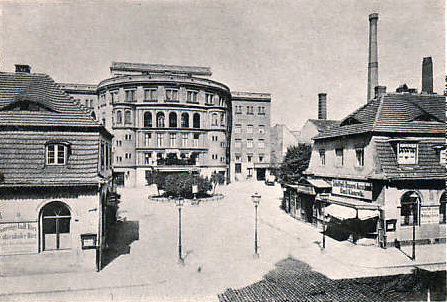
Театр Вікторії в Берліні
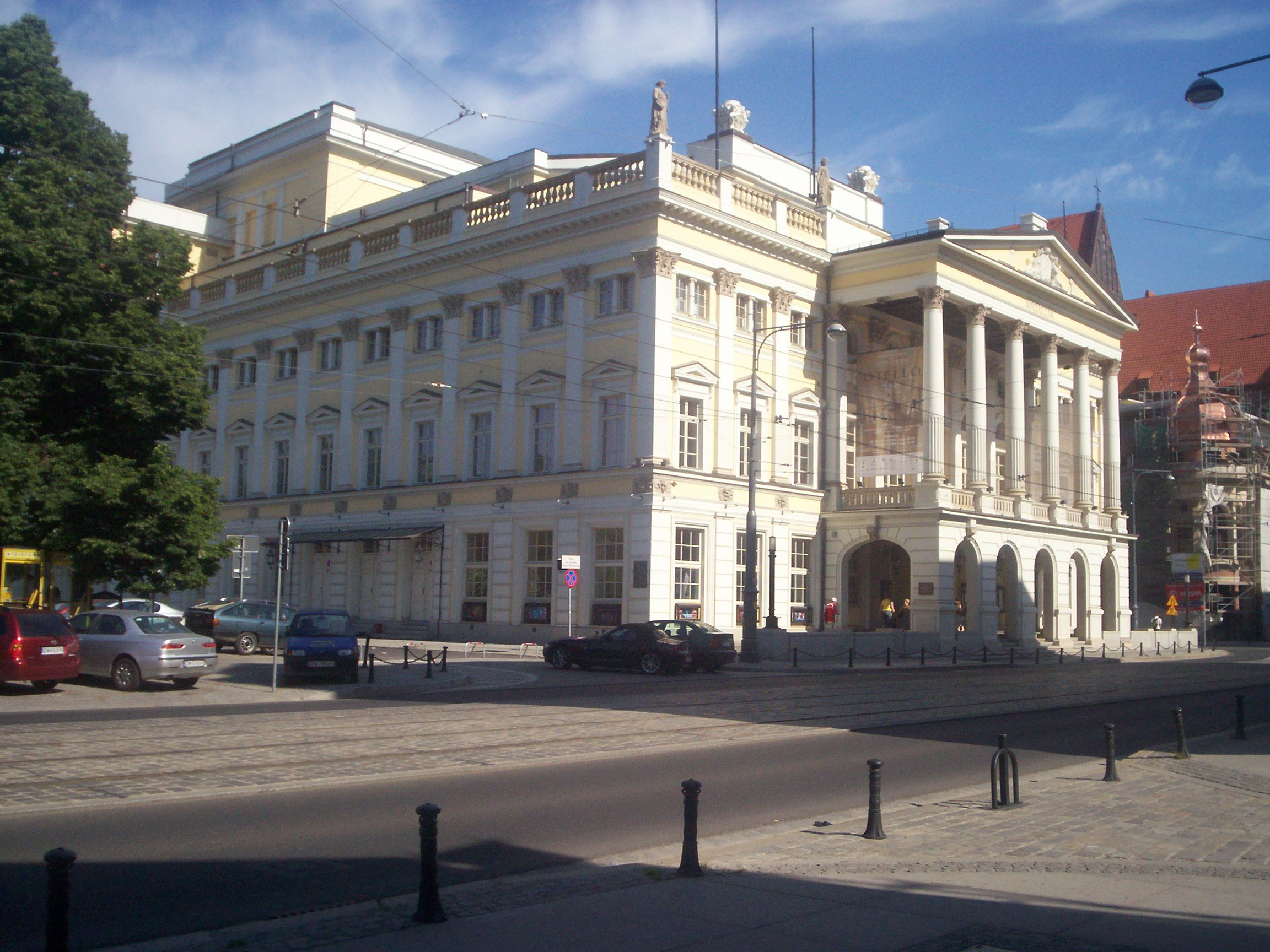
Вроцлавський оперний театр
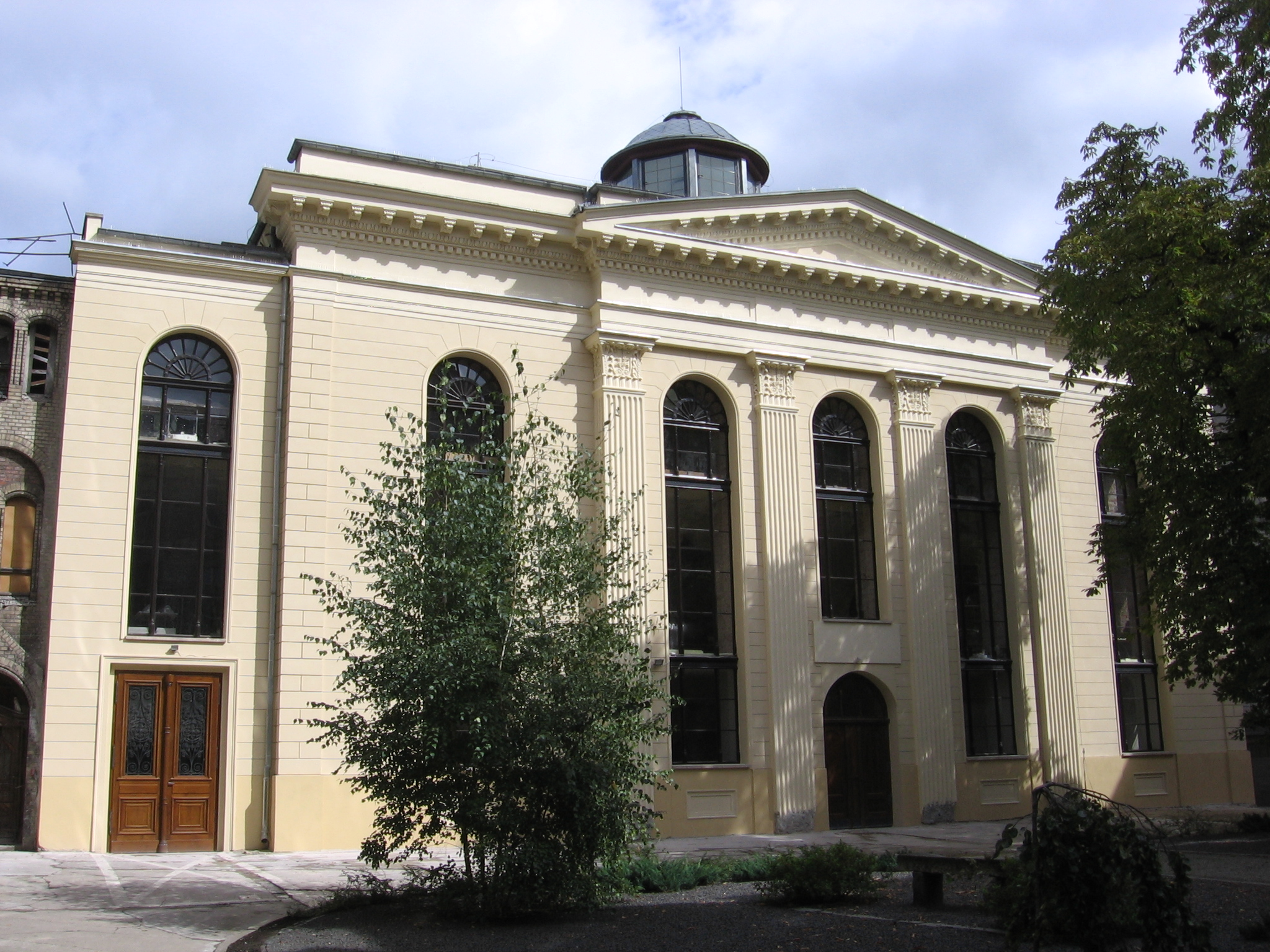
Синагога під Білим Лелекою у Вроцлаві
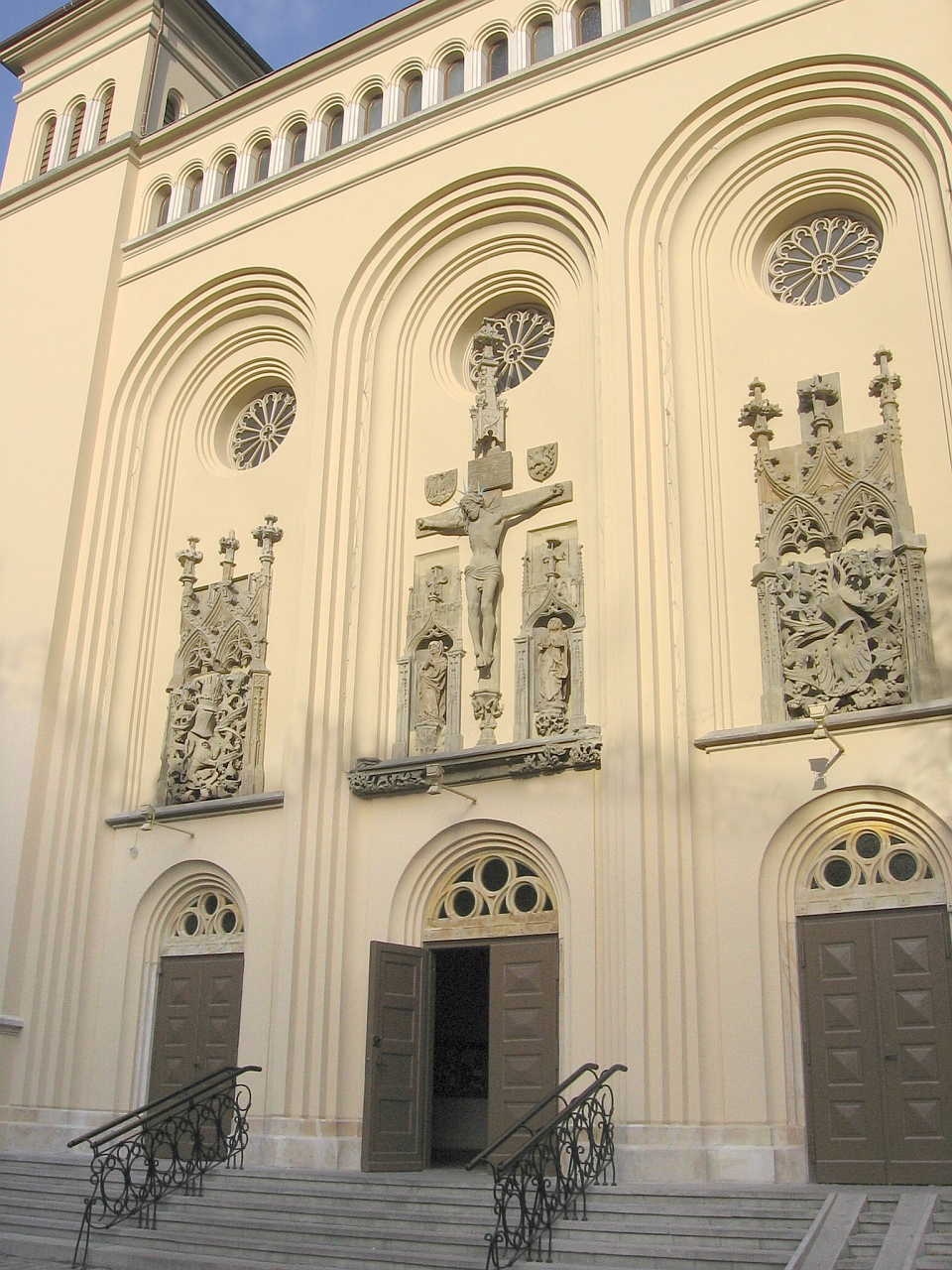
Колишній Костел святої Урсули у Вроцлаві
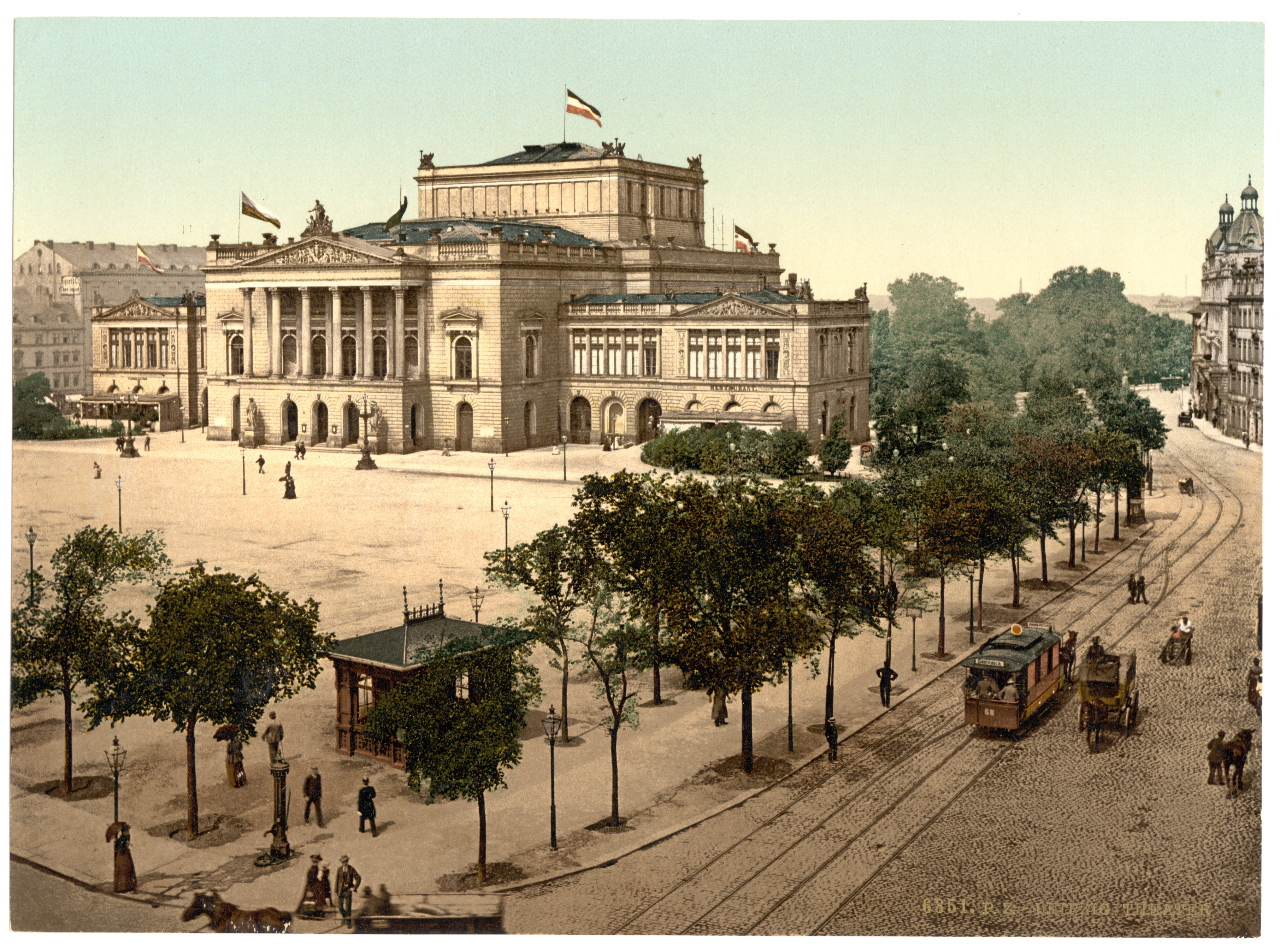
«Новий театр» у Лейпцигу
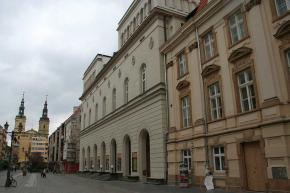
Театр у Легниці